# Ур Олександр Олександрович
Олекса́ндр Олекса́ндрович У́р (23 грудня 1984 — 23 жовтня 2018) — старший солдат Збройних сил України, учасник російсько-української війни.

## Життєпис
Народився 1984 року у селі Есень (Ужгородський район, Закарпатська область); етнічний угорець. До війни працював будівельником в Запорізькій області.
З 17 травня 2016 року проходив військову службу за контрактом; старший солдат, гранатометник 2-го відділення 2-го взводу 1-ї роти 15-го батальйону. Воював у Широкиному, на Шахті Бутівка, поблизу Горлівки.
23 жовтня 2018-го загинув від кулі снайпера при обстрілі поблизу Старогнатівки.
Похований у селі Солодководне Розівського району, де мешкає родина.
Без Олександра лишилися дружина та донька 2017 р.н.

## Нагороди та вшанування
- указом Президента України № 26/2019 від 31 січня 2019 року «за особисту мужність і самовіддані дії, виявлені у захисті державного суверенітету та територіальної цілісності України, зразкового виконання військового обов'язку» — нагороджений орденом «За мужність» III ступеня (посмертно)[1]